# Isbike

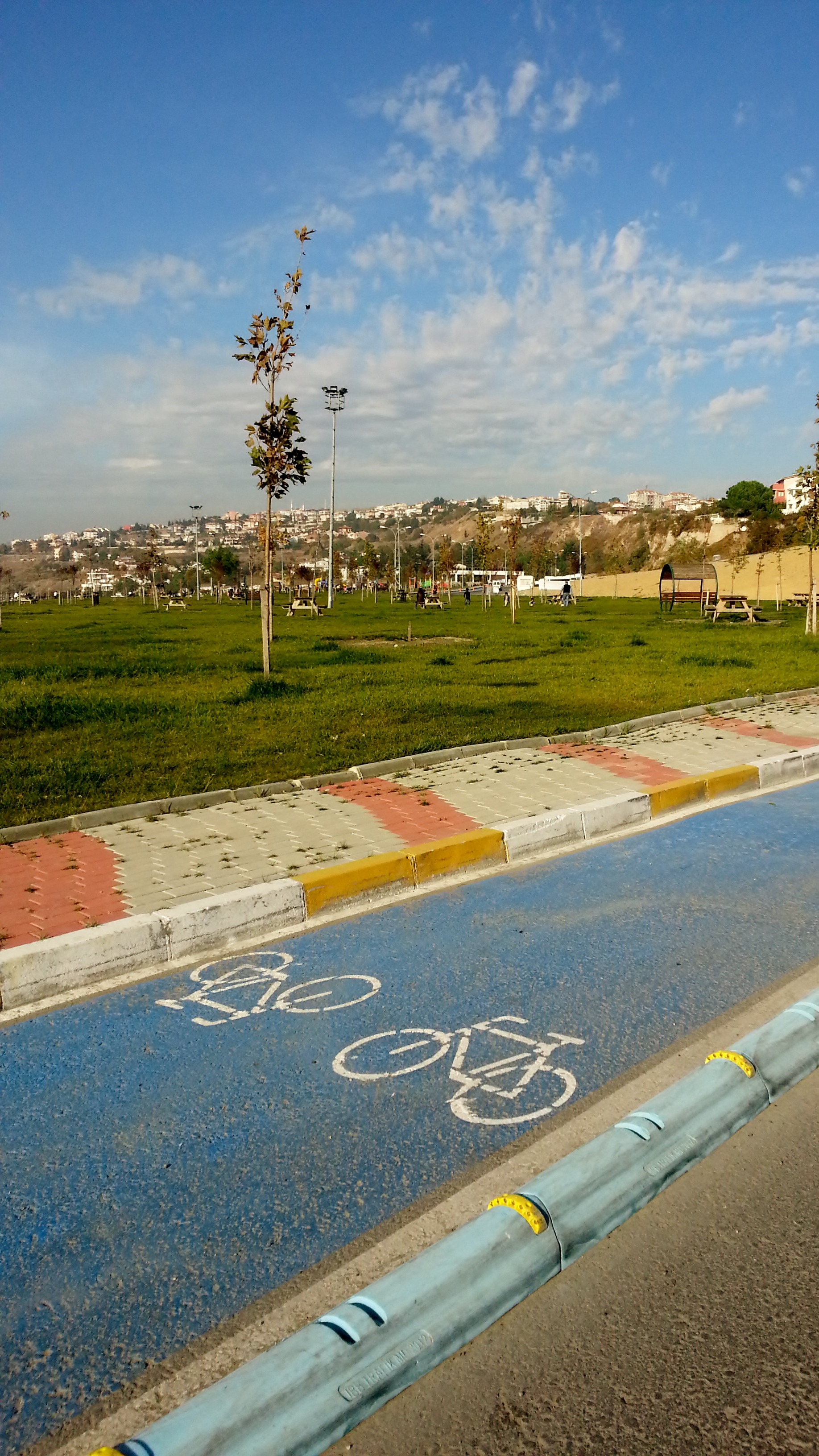
Camí de bicicletes a Beylikdüzü.

İsbike o isbike és un servei de bicicletes públiques a la part asiàtica de la província i ciutat d'Istanbul. Llançat l'any 2012, és un projecte de l'Ajuntament d'Istanbul. Isbike compta amb 10 estacions i 100 bicicletes. L'Ajuntament d'Istanbul ha decidit afegir 1.050 km de nous carrils bici als ja existents 79,3 km de la ciutat, després de la inauguració d'isbike. Actualment hi ha 59,6 km de carrils bici a la part europea d'Istanbul i 19,7 km a la part asiàtica. A Istanbul les bicicletes encara no són un mitjà de transport molt comú. Per donar més visibilitat als ciclistes de la ciutat, la "Plataforma de Transport dels Ciclistes" organitza passejades de fins a 300 bicicletes a través de diferents districtes d'Istanbul cada mes.
A Turquia hi ha 9 ciutats amb serveis de bicicletes públiques.